# Bágyogszovát
Bágyogszovát es un pueblo en el distrito de Csorna, dentro del condado de Győr-Moson-Sopron, Hungría, en la región noroeste, a 35 kilómetros de Győr, en dirección a Sopron, cerca de la Ruta 85, la ruta principal del condado.
Los primeros registros escritos conocidos de Bágyogszovát datan del siglo XIII. Según esos documentos, la primera parte del pueblo fue fundada en 1224 y se llamó Zooac. Este nombre fue cambiado a Szovát durante siglos posteriores. El pueblo fue propiedad del obispo de Győr durante más de cinco siglos. La otra parte del pueblo, Bágyog, fue fundada más tarde, pero se desconoce la fecha exacta. Originalmente se llamaba Baguc. Las dos partes del pueblo se unieron poco después Segunda Guerra Mundial creando Bágyogszovát.
Su población en 2015 se estimaba en 1293 habitantes.